# Waseda Arena
Die Waseda Arena (jap. 早稲田アリーナ Waseda arīna, englisch Waseda Arena), bis 2016 Waseda daigaku kinen kaidō (早稲田大学記念会堂, etwa „Gedenkhalle der Waseda-Universität“, English "Waseda University Memorial Hall"), ist eine Sporthalle auf dem Toyama-Campus der Waseda-Universität im Stadtteil Toyama von Shinjuku City in der japanischen Tokyo Metropolis. Sie liegt im nordwestlichen Zentrum der special wards area von Tokyo/ehemaligen Tokyo City.

## Geschichte
Anlässlich des 75-jährigen Bestehens der Waseda-Universität wurde von September 1955 bis Oktober 1956 die Waseda University Memorial Hall auf dem Toyama-Campus errichtet. Diese wurde 1957 eröffnet und diente als Veranstaltungsort für Sport, Feste sowie Versammlungen. Während der Asienspiele 1958 war die Halle Austragungsort der Spiele des Tischtennisturniers. Während der Olympischen Sommerspiele 1964 wurden in der Halle die Fechtwettkämpfe sowie das Fechten des Modernen Fünfkampfs ausgetragen. Die Halle verfügte zum Zeitpunkt der Spiele über eine Tribüne mit 2194 Sitzplätzen und 12 Fechtbahnen.
Am 2. August 2015 fand ein großes Abschlussfest in der Waseda University Memorial Hall statt, ehe ab dem 2. Februar 2016 ein vierjähriger Umbau folgte. Ende 2016 gab die Universität bekannt, dass die Halle fortan den Namen Waseda Arena tragen wird. Dieser Name ging aus einem Wettbewerb zur Namensfindung von 739 Vorschlägen der Studenten hervor.
Am 28. Dezember 2018 waren die Umbaumaßnahmen schließlich beendet und die neue Arena besteht nun aus sechs Ebenen. Dabei befinden sich in den zwei Untergeschossen eine große Sporthalle und eine kleine Sporthalle sowie eine Trainingshalle für Kampfsport. Im Obergeschoss befinden sich ein Sportmuseum, ein Café sowie Lernecken für die Studenten.